# Math.h
math.h é um arquivo cabeçalho que fornece protótipos para funções, macros e definição de tipos da biblioteca padrão da linguagem de programação C para funções matemáticas básicas. São disponibilizadas, por exemplo, funções trigonométricas como o cosseno cos que opera com ângulos medidos em radianos, função para cálculo de raiz quadrada sqrtf desde que o resultado seja um número real, logaritmo com base 2 log2, entre outras.

## Funções pré-C99
É importante lembrar que as funções que envolvem ângulos devem receber valores em radianos e não em graus.
| Nome      | Descrição                                                                                 |
| --------- | ----------------------------------------------------------------------------------------- |
| acos      | arco-coseno                                                                               |
| asin      | arco-seno                                                                                 |
| atan      | arco-tangente                                                                             |
| atan2     | arco-tangente (círculo cheio)                                                             |
| ceil      | Arredonda para cima                                                                       |
| cos       | co-seno                                                                                   |
| cosh      | co-seno hiperbólico                                                                       |
| exp       | exponencial                                                                               |
| fabs      | valor absoluto (módulo de)                                                                |
| floor     | Arredonda para baixo                                                                      |
| fmod      | resto de uma divisão                                                                      |
| frexp     | fracção norm./parte exp                                                                   |
| ldexp     | inverso de frexp                                                                          |
| log       | logaritmo natural                                                                         |
| log10     | logaritmo base 10                                                                         |
| modf(x,p) | retorna a parte fraccionária de x e guarda a parte inteira para onde o apontador p aponta |
| pow(x,y)  | retorna o resultado de x elevado a y                                                      |
| sin       | seno                                                                                      |
| sinh      | seno hiperbólico                                                                          |
| sqrt      | raiz quadrada                                                                             |
| tan       | tangente                                                                                  |
| tanh      | tangente hiperbólica                                                                      |

## Funções C99
| Nome            | Descrição                                                                           |
| --------------- | ----------------------------------------------------------------------------------- |
| acosh           | arco-coseno hiperbólico                                                             |
| asinh           | arco-seno hiperbólico                                                               |
| atanh           | arco-tangente hiperbólica                                                           |
| cbrt            | raiz cúbica                                                                         |
| copysign(x,y)   | retorna o valor de x com o sinal de y                                               |
| erf             | função erro                                                                         |
| erfc            | função erro complementar                                                            |
| exp2(x)         | calcula 2 elevado à x, 2x                                                           |
| expm1(x)        | subtrai da exponenciação x, ex − 1                                                  |
| fdim(x,y)       | diferença positiva entre x e y, fmax(x−y, 0)                                        |
| fma(x,y,z)      | multiplica e soma, (x * y) + z                                                      |
| fmax(x,y)       | maior valor de x e y                                                                |
| fmin(x,y)       | menor valor de x e y                                                                |
| hypot(x,y)      | hipotenusa, sqrt(x2 + y2)                                                           |
| ilogb           | o expoente de uma dízima, convertido num int                                        |
| lgamma          | logaritmo natural do valor absoluto da função gamma                                 |
| llrint          | arredonda para inteiro (retorna long long) usando o modo de arredondamento currente |
| lrint           | arredonda para inteiro (retorna long) usando o modo de arredondamento currente      |
| llround         | arredonda para inteiro (retorna long long)                                          |
| lround          | arredonda para inteiro (retorna long)                                               |
| log1p(x)        | logaritmo natural de 1 + x                                                          |
| log2            | logaritmo binário                                                                   |
| logb            | extrai o expoente da dízima infinita não periódica                                  |
| nan(s)          | retorna NaN, possivelmente usando um argumento "string"                             |
| nearbyint       | arredonda uma dízima para o inteiro mais próximo                                    |
| nextafter(x,y)  | retorna o próximo valor representável depois de x (towards y)                       |
| nexttoward(x,y) | o mesmo que nextafter, excepto que y é sempre um long double                        |
| remainder(x,y)  | calcula o resto como exigido pelo IEC 60559                                         |
| remquo(x,y,p)   | o mesmo que remainder, mas guarda o quociente (como int) no alvo do apontador p     |
| rint            | arredonda para inteiro (retorna double) usando o modo de arredondamento currente    |
| round           | arredonda para inteiro (retorna double), arredonda casa mais distante de zero       |
| scalbln(x,n)    | x * FLT_RADIXn (n é long)                                                           |
| scalbn(x,n)     | x * FLT_RADIXn (n é int)                                                            |
| tgamma          | função gamma                                                                        |
| trunc           | trunca uma dízima                                                                   |

## Extensões XSI
Funções extra devem ser avaliadas como X/Open System Interfaces Extensions. Isto não está presente em nenhum padrão C ANSI ou ISO.
| Nome       | Descrição                                          |
| ---------- | -------------------------------------------------- |
| j0(x)      | Bessel function of x of the first kind of order 0  |
| j1(x)      | Bessel function of x of the first kind of order 1  |
| jn(n,x)    | Bessel function of x of the first kind of order n  |
| scalb(x,y) | x * FLT_RADIXy (x and y are doubles)               |
| y0(x)      | Bessel function of x of the second kind of order 0 |
| y1(x)      | Bessel function of x of the second kind of order 1 |
| yn(n,x)    | Bessel function of x of the second kind of order n |

As funções conversoras double-para-string ecvt, fcvt e gcvt têm sido preteridas em favor de sprintf.